# Hamangia
Hamangia fou una cultura del Neolític mitjà del nord dels Balcans, que encloïa la zona del Danubi: és datada de la segona meitat del 6000 ae. Els pobles actuals que foren llar de l'Hamangia són Romania i Bulgària.
Els trets de la cultura d'Hamangia eren la producció de vasos ceràmics decorats amb complexos dibuixos geomètrics i terracotes de figuretes humanes que expressaven una profunda espiritualitat. En particular, dues estatuetes conegudes com Els pensadors i Les dones assegudes són considerades obres mestres de l'art neolític.
La cultura d'Hamangia, originada al nord-est mediterrani, aparentment és una herència que inclou les cultures de Vinca, Dudesti i Karanovo III. La cultura d'Hamangia es caracteritzà per una gran estabilitat que entorpeix la nostra percepció de la seua evolució geogràfica i cronològica.
La cultura d'Hamangia desaparegué en el Vé mil·lenni  ae, quan es produïren les migracions de noves cultures a la zona entre els Balcans i els Carpats. Les dinàmiques comunitats Boian assimilaren les comunitats Hamangia durant la transició cap a la cultura de Gumelnita-Karanovo. Aquesta assimilació contribuí a la gènesi d'una variant transitòria de la cultura de Gumelnita entre la mar Negra i el Danubi.

## Llocs
Assentament neolític de Cernavoda, la necròpoli on es trobaren les famoses estatuetes d'El pensador i La dona asseguda, un poblat de tipus Hamangia.
Lloc epònim: Baia-Hamangia, un poblat descobert el 1953 al llac Goloviţa, que
tanca la costa de la mar Negra a la província romanesa de Dobrudja.
Dates: neolític mitjà. Probablement la primera cultura neolítica del sud que origina poblats a l'oest de la mar Negra.
Marc geogràfic: una àrea des de l'actual província de Dobrogea fins a la riba dreta del Danubi a Muntènia i cap amunt fins al nord-est de Bulgària.
Habitació: tot i que modesta i no fortificada, al llarg de la costa, a la vora de la zona dels llacs, als més baixos i mitjans sortints de les ribes, i a voltes en coves.
Materials significatius: ceràmica amb decoració gravada i figuretes antropomòrfiques de terracota d'una excepcional expressió artística.
Ritus funeraris: enterrament de cossos, col·locats amb el rostre cap amunt.